# 1997年美国网球公开赛
1997年美國網球公開賽是第116屆的美國網球公開賽，於1997年8月25日至9月7日在美國USTA比莉·瓊·金國家網球中心舉行。

## 冠军
单打列出冠亚军以及决赛比分，双打列出冠军组合。

### 男子单打
主条目：1997年美國網球公開賽男子單打比賽
帕特里克·拉夫特（澳洲）6-3, 6-2, 4-6, 7-5 格雷格·鲁塞德斯基（英國）

### 女子单打
主条目：1997年美國網球公開賽女子單打比賽
玛蒂娜·辛吉斯（瑞士）6-0, 6-4 維納斯·威廉絲（美國）

### 男子双打
主条目：1997年美國網球公開賽男子雙打比賽
耶夫格尼·卡费尔尼科夫（俄羅斯）/達尼埃爾·瓦采克（捷克）

### 女子双打
主条目：1997年美國網球公開賽女子雙打比賽
林賽·達文波特（美國）/雅娜·諾沃特娜（捷克）

### 混合双打
主条目：1997年美國網球公開賽混合雙打比賽
瑪儂·柏拉格拉芙（荷蘭）/里克·利奇（美國）

## 外部連結
- 官方網站（页面存档备份，存于）

| 前任： 1996年美國網球公開賽     | 美國網球公開賽 | 繼任： 1998年美國網球公開賽 |
| 前任： 1997年温布尔登網球錦標賽 | 網球大滿貫     | 繼任： 1998年澳洲網球公開賽 |